# Louvemont
Louvemont település Franciaországban, Haute-Marne megyében. Lakosainak száma 697 fő (2022. január 1.). Louvemont Allichamps, Attancourt, Éclaron-Braucourt-Sainte-Livière, Frampas, Humbécourt, Voillecomte és Wassy községekkel határos.

## Népesség
A település népességének változása:
| Lakosok száma | 616  | 670  | 737  | 779  | 719  | 710  | 701  | 696  | 694  | 697  |
|               | 1968 | 1982 | 1990 | 2006 | 2013 | 2015 | 2017 | 2019 | 2020 | 2022 |